# Shelbourne Football Club
El Shelbourne Football Club (en irlandés: Cumann Peile Shíol Bhroin) es un club de fútbol de Irlanda, con sede en Dublín. Fue fundado en 1895 y compite en la Premier Division, máxima categoría del fútbol irlandés.

## Historia
Fundado en 1895, el Shelbourne alcanzó en 1905 la Primera División de la Liga Irlandesa, que por aquel entonces englobaba a equipos de toda la isla. Aquella misma temporada, alcanzó también por primera vez la final de la Copa de Irlanda, donde perdió 3 a 0 ante el Distillery de Belfast.
En 1906 alcanzó de nuevo la final de la Copa, donde venció por 2 a 0 al Celtic Belfast. Esta victoria convirtió al Shelbourne en el primer equipo de Dublín en poner fin a la hegemonía de los equipos norirlandeses y de Belfast en las competiciones futbolísticas de la isla. El Shelbourne se alzaría en dos ocasiones más con la Copa de Irlanda: 1911 y 1920, antes de que la Guerra anglo-irlandesa y el consiguiente Tratado Anglo-Irlandés de 1921 dieran nacimiento al Estado Libre Irlandés y dividieran Irlanda y su fútbol en dos.
Shelbourne fue en 1921 uno de los clubes fundadores de la Liga Irlandesa (League of Ireland) que englobaba a los equipos del Estado Libre Irlandés, la que sería la futura República de Irlanda. Ahora sin la competencia de los tradicionalmente dominadores equipos norirlandeses, el Shelbourne pudo hacerse con el título de Liga en 3 ocasiones (1926,1929 y 1931). En 1934 perdió la categoría, aunque la recuperó en 1936, siendo este bravo lapso de tiempo el único que el Shelbourne ha estado alejado de la Primera División Irlandesa. En 1939 logró alzarse con su primera victoria en la Copa del Estado Libre de Irlanda. A tres títulos más de Liga: 1944, 1947 y 1953 siguió una travesía en el desierto que se prolongó hasta comienzos de la década de 1960. Títulos de Copa en 1960 y 1963, así como el Campeonato de Liga de 1962, se sumaron a la consecución del primer modesto éxito del club en una competición europea en 1964 a los logros del club en esta década. En la Copa de Ferias de 1964 el Shelbourne logró por primera vez en su historia superar una eliminatoria europea. Fue ante el Os Belenenses portugués.

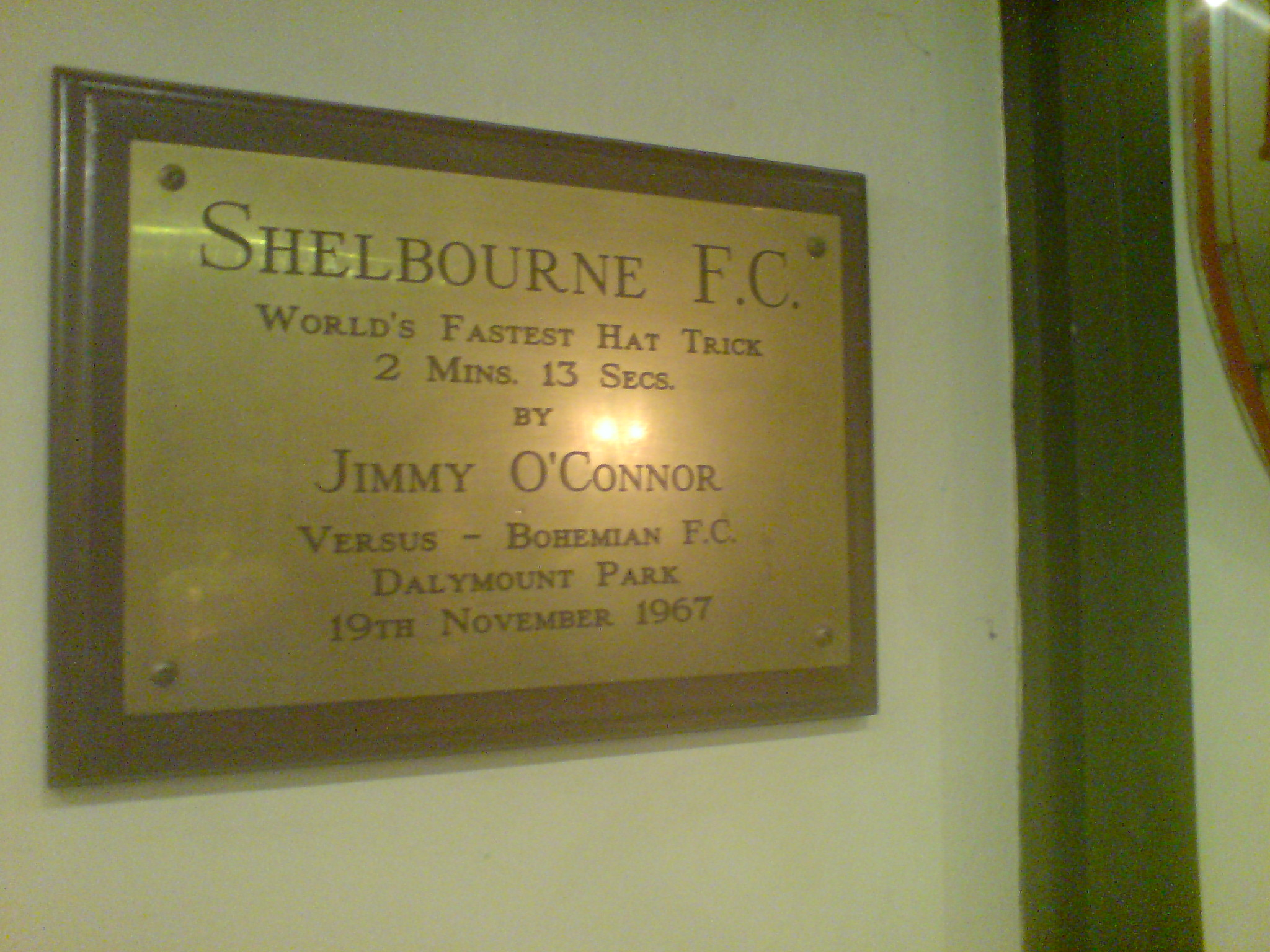
La placa conmemorativa en el Tolka Park del hattrick más rápido en la historia, conseguido por Jimmy O'Connor el 19 de noviembre de 1967.

En la Recopa de Europa 1963-64, el Shelbourne se cruzó en eliminatoria con el Barcelona, ante el que obtuvo dos derrotas honrosas por 2-0 y 3-1 (habiendo incluso llevado ventaja en el partido de vuelta). A la temporada siguiente se enfrentó con el cuadro portugués del Os Belenenses. Tras dos empates, el Shelbourne venció el partido de desempate y pasó a siguiente ronda donde le tocó en suerte al Atlético de Madrid que le batió por 1-0 en los dos partidos de la eliminatoria. Esta eliminatoria ante el Os Belenenses fue la primera vez que el club irlandés superó una ronda europea.
Después de los años 60, el Shelbourne pasó una larga sequía de títulos y una época de mediocridad y malos resultados que se prolongó hasta principios de la década de los 90. El hecho de que el fútbol profesional irlandés estuviera compuesto por una única categoría cerrada evitó que llegara a descender en aquellas campañas. Sin embargo, en 1984 se creó una Segunda División en el fútbol profesional irlandés llamada First Division, a la que descendió en 1986, que recuperó la máxima categoría en 1987. Este puede considerarse el momento en el que el Shelbourne tocó fondo a lo largo de su historia.

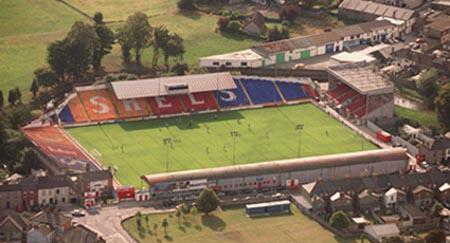
Vista aérea del Tolka Park luego de su remodelación en 1999.

En 1992 volvieron a ganar la Liga Irlandesa treinta años después de su anterior campeonato. A este título le siguió la Copa de 1993 y las de 1996 y 1997. Desde 1995 los Reds acudieron año tras año a su cita con competiciones europeas, pero cayendo siempre en primera ronda.
El año 2000 puede considerarse la temporada más exitosa de la historia del club; el Shelbourne obtuvo el doblete, ganando Liga y Copa y además obtuvo una histórica victoria en Skopie ante el campeón macedonio Sloga Jugomagnat. Esta victoria en la primera ronda de la Liga de Campeones permitió al Shelbourne pasar por tercera vez en su historia a segunda ronda en una competición europea y además se convirtió en la primera victoria a domicilio obtenida por un equipo de la República de Irlanda en la Liga de Campeones. En segunda ronda, el Rosenborg noruego eliminó al Shelbourne por 1-3 y 1-1.
En 2001 comenzó una época de dominio sin parangón del Shelbourne en la Liga Irlandesa al alzarse con tres títulos casi consecutivos (2001-2002, 2003 y 2004), quedando subcampeón en la temporada 2002-03, que fue de menor duración y sirvió como puente entre una competición con esquema estacional otoño-primavera a otro de primavera-otoño. Estos éxitos permitieron a los dublineses representar a su país en tres ediciones consecutivas de la Liga de Campeones.

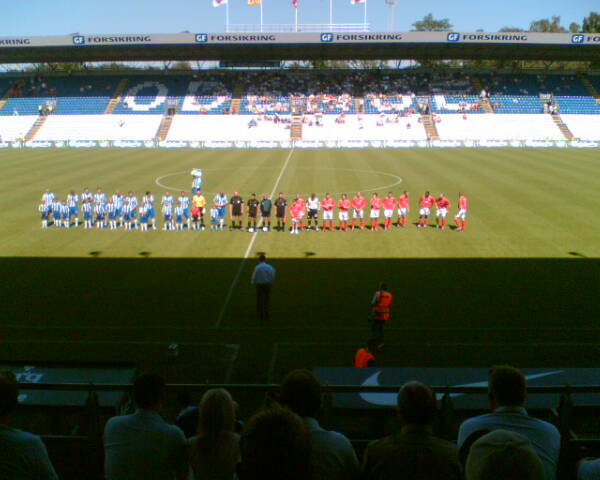
Alineación del Shelbourne ante el Odense BK por la segunda ronda de la Copa Intertoto de la UEFA 2006.

En la temporada 2004-05 de la Liga de Campeones, el Shelbourne hizo historia al convertirse en el primer equipo irlandés en alcanzar la tercera ronda clasificatoria de la Liga de Campeones. El Shelbourne eliminó al equipo islandés del KR Reykjavík y al Hajduk Split de Croacia. El Deportivo de La Coruña cerró el paso al Shelbourne a la fase de liguilla, tras empatar 0 a 0 en Lansdowne Road y vencerle por 3 a 0 en Riazor. Su derrota les envió a la Copa de la UEFA donde se enfrentaron al Lille que les venció por 4-2 en la eliminatoria. Esta campaña europea del Shelbourne se ha convertido en la campaña más exitosa hasta el momento del modestísimo fútbol irlandés en competiciones europeas. En la Liga de Campeones de 2005 eliminó al campeón norirlandés Glentoran y cayó en segunda ronda ante el Steaua de Bucarest.
En la temporada 2006 el Shelbourne fue campeón de Irlanda, por lo que jugó desde las fases previas la Liga de Campeones. Sin embargo, debido a problemas económicos la mayoría de jugadores abandonaron el club para ir a jugar al Reino Unido o a equipos rivales en Irlanda. El Shelbourne se retiró de la Copa Setanta y antes del comienzo de la siguiente temporada fueron descendidos por la FAI a la Primera División.
A pesar de múltiples problemas, el club logró salir a competición en la temporada 2007, quedando clasificados a mitad de tabla. En la temporada 2008 eran favoritos para lograr el ascenso, pero un gol del Limerick 37 en Tolka Park le dio al Dundalk el título y el ascenso.

## Entrenadores
- Peter Shevlin (1931-1933)[1]
- Val Harris (193?–??)
- John Feenan (1942-1946)
- Alf Hanson (1946-1947)
- Bob Thomas (1950-1953)
- David Jack (1953-1955)
- Eddie Gannon (1955-1957)
- Gerry Doyle (1957-1965)
- Con Martin (1965)
- Alvarito (1965)
- Gerry Doyle (1967-1975)
- Tommy Carroll (1975-1976)
- Mick Dalton (1978-1979)
- Eric Barber (1979-1980)
- Pat Dunne (1980-1981)
- Freddie Strahan (1981)
- Frank O'Neill (1981)
- Liam Tuohy (1981-1982)
- Jim McLaughlin (1983-1986)
- Paddy Mulligan (1985-1986)
- Pat Byrne (1988-1993)
- Eoin Hand (1993-1994)
- Eamonn Gregg (1994)
- Colin Murphy (1994-1995)
- Damien Richardson (1995-1998)
- Dermot Keely (1998-2002)
- Pat Fenlon (2002-2006)
- Dermot Keely (2007-2010)
- Colin O´Neill (2010)
- Alan Mathews (2010-2013)
- Kevin Doherty (2013)
- John McDonnell (2013–2014)
- Kevin Doherty (2014–2016)
- Owen Heary (2016–2018)
- Ian Morris (2018–2021)
- Damien Duff (2021-)

## Palmarés

### Torneos nacionales
- Liga de Irlanda (14): 1925-26, 1928-29, 1930-31, 1943-44, 1946-47, 1952-53, 1961-62, 1991-92, 1999-00, 2001-02, 2003, 2004, 2006 y 2024.
- Copa de Irlanda (7): 1938-39, 1959-60, 1962-63, 1992-93, 1995-96, 1996-97, 1999-00
- Copa Irlandesa (3): 1905-06, 1910-11, 1919-20
- Copa de la Liga de Irlanda (1): 1995-96
- Escudo de la Liga de Irlanda (8): 1921-22, 1922-23, 1925-26, 1929-30, 1943-44, 1944-45, 1948-49, 1970-71
- Supercopa de Irlanda (1): 2001-02
- Primera División de Irlanda (2): 2019, 2021
- Copa de la Ciudad de Dublín (4): 1941-42, 1946-47, 1962-63, 1964-65
- Copa de la Ciudad (1): 1908-09
- Gold Cup (1): 1914-15
- Top Four Cup (1): 1961-62
- Copa Intermedia (1): 1932-33

### Torneos regionales
- Liga de Leinster (12): 1902-03, 1903-04, 1906-07, 1907-08, 1908-09, 1910-11, 1915-16, 1916-17, 1918-19, 1923-24, 1942-43, 1943-44
- Copa de Leinster (21): 1899-00, 1900-01, 1903-04, 1905-06, 1907-08, 1908-09, 1912-13, 1913-14, 1916-17, 1918-19, 1923-24, 1930-31, 1945-46, 1948-49, 1962-63, 1967-68, 1971-72, 1993-94, 2010, 2017, 2018

## Competiciones europeas
Shelbourne se ha enfrentado a lo largo de su historia con numerosos grandes del fútbol europeo; entre ellos el Sporting de Lisboa, Barcelona, Deportivo de la Coruña, Rangers, Atlético de Madrid, Brøndby o Rosenborg. Como representante de un fútbol modesto, los "éxitos" del Shelbourne se han limitado a superar unas cuantas rondas europeas ante equipos de similar potencial y en caer con dignidad ante equipos más poderosos.
En cualquier caso, posee varios récords a nivel nacional; es el equipo de la República de Irlanda que más equipos ha eliminado en competiciones europeas, así como el que más lejos ha llegado en una campaña europea (cuarta ronda de la UEFA en la temporada 2004-05).
| Temporada | Torneo                    | Ronda             | Club                | Casa | Visita | Global  | Playoff |
| --------- | ------------------------- | ----------------- | ------------------- | ---- | ------ | ------- | ------- |
| 1962–63   | European Cup              | Preliminar        | Sporting CP         | 0–2  | 1–5    | 1–7     | n/a     |
| 1963–64   | European Cup Winners' Cup | Preliminar        | Barcelona           | 0–2  | 1–3    | 1–5     | n/a     |
| 1964–65   | Inter-Cities Fairs Cup    | 1                 | Belenenses          | 1–1  | 0–0    | 1–1     | 2–1     |
| 1964–65   | Inter-Cities Fairs Cup    | 2                 | Atlético Madrid     | 0–1  | 0–1    | 0–2     | n/a     |
| 1971–72   | UEFA Cup                  | 1                 | Vasas               | 0–1  | 1–1    | 1–2     | n/a     |
| 1992–93   | UEFA Champions League     | Preliminar        | Tavriya Simferopol  | 0–0  | 1–2    | 1–2     | n/a     |
| 1993–94   | European Cup Winners' Cup | Preliminar        | Karpaty Lviv        | 0–1  | 3–1    | 3–2     | n/a     |
| 1993–94   | European Cup Winners' Cup | 1                 | Panathinaikos       | 0–3  | 1–2    | 1–5     | n/a     |
| 1995–96   | UEFA Cup                  | Preliminar        | ÍA                  | 0–3  | 0–3    | 0–6     | n/a     |
| 1996–97   | UEFA Cup Winners' Cup     | Preliminar        | Brann               | 1–3  | 1–2    | 2–5     | n/a     |
| 1997–98   | UEFA Cup Winners' Cup     | Preliminar        | Kilmarnock          | 1–2  | 1–1    | 2–3     | n/a     |
| 1998–99   | UEFA Cup                  | 1° Clasificatoria | Rangers             | 3–5  | 0–2    | 3–7     | n/a     |
| 1999      | UEFA Intertoto Cup        | 1                 | Neuchâtel Xamax     | 0–0  | 0–2    | 0–2     | n/a     |
| 2000–01   | UEFA Champions League     | 1° Clasificatoria | Sloga Jugomagnat    | 1–1  | 0–1    | 2–1     | n/a     |
| 2000–01   | UEFA Champions League     | 2° Clasificatoria | Rosenborg           | 1–3  | 1–1    | 2–4     | n/a     |
| 2001–02   | UEFA Cup                  | Preliminar        | Brøndby             | 0–2  | 0–3    | 0–5     | n/a     |
| 2002–03   | UEFA Champions League     | 1° Clasificatoria | Hibernians          | 2–2  | 0–1    | 2–3     | n/a     |
| 2003–04   | UEFA Cup                  | Preliminar        | Olimpija Ljubljana  | 0–1  | 2–3    | 2–4     | n/a     |
| 2004–05   | UEFA Champions League     | 1° Clasificatoria | KR                  | 0–0  | 2–2    | 2–2 (a) | n/a     |
| 2004–05   | UEFA Champions League     | 2° Clasificatoria | Hajduk Split        | 2–0  | 2–3    | 4–3     | n/a     |
| 2004–05   | UEFA Champions League     | 3° Clasificatoria | Deportivo La Coruña | 0–0  | 0–3    | 0–3     | n/a     |
| 2004–05   | UEFA Cup                  | 1                 | Lille               | 2–2  | 0–2    | 2–4     | n/a     |
| 2005–06   | UEFA Champions League     | 1° Clasificatoria | Glentoran           | 4-1  | 2-1    | 6–2     | n/a     |
| 2005–06   | UEFA Champions League     | 2° Clasificatoria | Steaua București    | 0–0  | 1–4    | 1–4     | n/a     |
| 2006      | UEFA Intertoto Cup        | 1                 | Vėtra               | 4–0  | 1–0    | 5–0     | n/a     |
| 2006      | UEFA Intertoto Cup        | 2                 | Odense              | 1–0  | 0–3    | 1–3     | n/a     |
| 2024–25   | UEFA Conference League    | 1° Clasificatoria | St Joseph's         | 2–1  | 1–1    | 3–2     | n/a     |
| 2024–25   | UEFA Conference League    | 2° Clasificatoria | Zürich              | 0–0  | 0–3    | 0–3     | n/a     |